# Condado de Schuylkill
El condado de Schuylkill es un condado ubicado en el estado de Pensilvania cruzado por el río Schuylkill. Está ubicado en el corazón de la región minera de antracita en Pensilvania. El Condado de Schuylkill fue fundado en 1811 a partir de partes de los condados de Berks y Northampton. En 2000, su población era de 150.336 habitantes. Pottsville es su sede.

## Geografía
El condado es atravesado por la parte alta del río Schuylkill, que nace en los montes Apalaches y fluye hacia muchas localidades y la ciudad de Reading dirigiéndose hacia Filadelfia donde fluye hasta el río Delaware. Hacia el sur, se encuentra la Montaña Azul.

### Condados adyacentes
- Condado de Luzerne (norte)
- Condado de Carbon (noreste)
- Condado de Lehigh (sureste)
- Condado de Berks (sur)
- Condado de Lebanon (suroeste)
- Condado de Dauphin (suroeste)
- Condado de Northumberland (noroeste)
- Condado de Columbia (noroeste)

## Demografía
Según el censo de 2000, el condado cuenta con 150.336 habitantes, 60.530 hogares y 40.131 familias residentes. La densidad de población es de 75 hab/km² (193 hab/mi²). Hay 67.806 unidades habitacionales con una densidad promedio de 34 u.a./km² (87 u.a./mi²). La composición racial de la población del condado es 96,62% blanca, 2,09% afroamericana o negra, 0,08% nativa americana, 0,42% asiática, 0,01% De las islas del Pacífico, 0,35% de otros orígenes y 0,43% de dos o más razas. El 1,11% de la población es de origen hispano o latino cualquiera sea su raza de origen.
De los 60.530 hogares, en el 26,80% de ellos viven menores de edad, 51,40% están formados por parejas casadas que viven juntas, 10,20% son llevados por una mujer sin esposo presente y 33,70% no son familias. El 29,90% de todos los hogares están formados por una sola persona y 16,50% de ellos incluyen a una persona de más de 65 años. El promedio de habitantes por hogar es de 2,36 y el tamaño promedio de las familias es de 2,93 personas.
El 20,90% de la población del condado tiene menos de 18 años, el 7,20% tiene entre 18 y 24 años, el 28,30% tiene entre 25 y 44 años, el 23,80% tiene entre 45 y 64 años y el 19,90% tiene más de 65 años de edad. La mediana de edad es de 41 años. Por cada 100 mujeres hay 99,10 hombres y por cada 100 mujeres de más de 18 años hay 97,20 hombres.

## Localidades

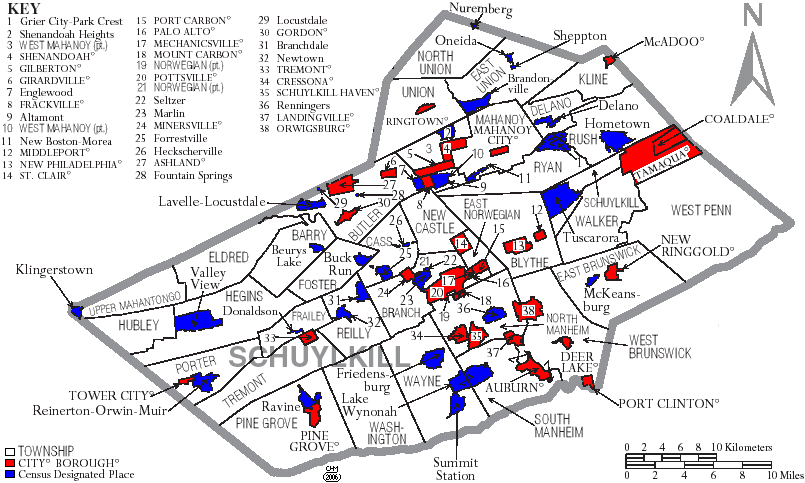
Localidades del condado de Schuylkill.

### Ciudades
Pottsville 

### Boroughs
Ashland‡ |
Auburn |
Coaldale |
Cressona |
Deer Lake |
Frackville |
Gilberton |
Girardville |
Gordon |
Landingville |
Mahanoy City |
McAdoo |
Mechanicsville |
Middleport |
Minersville |
Mount Carbon |
New Philadelphia |
New Ringgold |
Orwigsburg |
Palo Alto |
Pine Grove |
Port Carbon |
Port Clinton |
Ringtown |
Schuylkill Haven |
Shenandoah |
St. Clair |
Tamaqua |
Tower City |
Tremont 

### Municipios
Barry |
Blythe |
Branch |
Butler |
Cass |
Delano |
East Brunswick |
East Norwegian |
East Union |
Eldred |
Foster |
Frailey |
Hegins |
Hubley |
Kline |
Mahanoy |
New Castle |
North Manheim |
North Union |
Norwegian |
Pine Grove |
Porter |
Reilly |
Rush |
Ryan |
Schuylkill |
South Manheim |
Tremont |
Union |
Upper Mahantongo |
Walker |
Washington |
Wayne |
West Brunswick |
West Mahanoy |
West Penn

### Lugares designados por el censo
Altamont |
Beurys Lake |
Branchdale |
Brandonville |
Buck Run |
Cumbola |
Delano |
Donaldson |
Duncott |
Englewood |
Forrestville |
Fountain Springs |
Friedensburg |
Grier City |
Grier City-Park Crest (histórico) |
Heckscherville |
Hegins |
Hometown |
Kelayres |
Klingerstown |
Lake Wynonah |
Lavelle |
Lavelle-Locustdale (histórico) |
Marlin |
McKeansburg |
Muir |
New Boston-Morea |
Newtown |
Nuremberg |
Oneida |
Orwin |
Park Crest |
Ravine |
Reinerton |
Reinerton-Orwin-Muir ||
Renningers |
Seltzer |
Shenandoah Heights |
Sheppton |
Summit Station |
Tuscarora |
Valley View 

### Áreas no incorporadas
Barnesville |
Glen Carbon |
Llewellyn |
Pitman |
Rough and Ready |
Weishample 